# 栋普雷勒
栋普雷勒（法語：Domprel，法語發音：[dɔ̃pʁɛl]）是法国杜省的一个市镇，位于该省中部，属于蓬塔利耶区。

## 地理
栋普雷勒（47°12'2"N, 6°28'9"E）面积9.4 平方千米，位于法国勃艮第-弗朗什-孔泰大區杜省，该省份为法国东部内陆省份，北起上索恩省，西接汝拉省，东部及东南部与瑞士接壤，东北部与贝尔福地区省接壤。
与栋普雷勒接壤的市镇（或旧市镇、城区）包括：热尔梅方丹、拉索梅特、维莱谢夫、埃松。

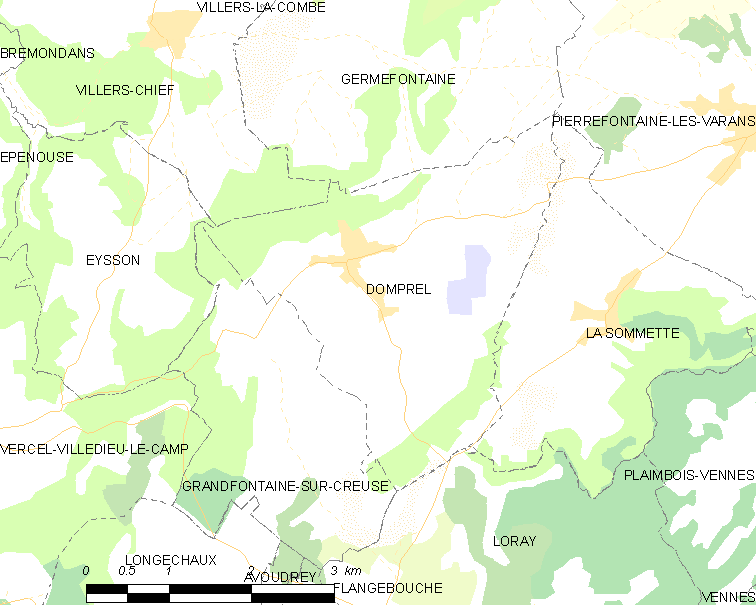
栋普雷勒的OSM定位图

栋普雷勒的时区为UTC+01:00、UTC+02:00（夏令时）。

## 行政
栋普雷勒的邮政编码为25510，INSEE市镇编码为25203。

## 政治
栋普雷勒所属的省级选区为瓦尔达翁县。

## 人口

1962-2008年间栋普雷勒人口变化图示

栋普雷勒于2022年1月1日时的人口数量为173人。